# Cristina Campo
Pour les articles homonymes, voir Campo.
Vittoria Guerrini, connue sous le nom de plume Cristina Campo (née le 29 avril 1923 à Bologne et morte le 11 janvier 1977 à Rome), est une écrivaine, poète et traductrice italienne.

## Biographie
Fille unique de Guido Guerrini, musicien et compositeur originaire de Faenza, et d'Emilia Putti, petite-fille du poète et critique musical Enrico Panzacchi et sœur du chirurgien orthopédique Vittorio Putti, la jeune Vittoria grandit, isolée, dans le cadre familial bourgeois, en raison d'une malformation cardiaque congénitale qui lui donne une santé fragile et l'empêche de suivre des études scolaires régulières.
Jusqu'en 1925, la famille Guerrini vit dans la résidence du professeur Putti, dans le parc de l'hôpital Rizzoli de Bologne. Par la suite, la famille s'installe à Parme et à partir de 1928, à Florence, où Guido Guerrini est appelé à diriger le Conservatoire Luigi Cherubini. L'environnement culturel florentin est décisif dans l'éducation de Cristina Campo, à commencer par son amitié avec le germaniste et traducteur Leone Traverso. Elle compte parmi ses amis et relations l'écrivain Mario Luzi, le psychanalyste Gianfranco Draghi (qui l'initie à la pensée de Simone Weil), la romancière et traductrice Gabriella Bemporad et Margherita Pieracci Harwell, une femme de lettres qui supervisera la publication des œuvres posthumes de Cristina Campo.
Elle demeure à Florence jusqu'en 1955, se faisant connaître du milieu culturel, mais observant une conduite réfractaire à la reconnaissance et l'appréciation (elle préfère signer les quelques ouvrages publiés de son vivant sous des pseudonymes), se montrant toujours indifférente aux stratégies et nécessités du marché littéraire.
Elle meurt à 53 ans d'une insuffisance cardiaque. Sa dépouille est inhumée au cimetière monumental de la Chartreuse de Bologne.
Comme traductrice, elle a choisi souvent des auteurs difficiles ou reconnus pour leur écriture élusive ou moderne, tels Katherine Mansfield, Eduard Mörike, William Carlos Williams, Virginia Woolf, Simone Weil, Marcel Proust ou John Donne.
L'intérêt  posthume pour Cristina Campo est en grande partie à attribuer à la réédition de ses œuvres  par la maison d'édition Adelphi, qui en a favorisé la diffusion.

## Œuvres traduites en français
- Diario bizantino e altre poesie (1977) Entre deux mondes. poèmes liturgiques, Genève, Ad Solem, 2006
- Gli imperdonabili (1987) Les Impardonnables, Paris, Gallimard, coll. « L'Arpenteur », 1992 ; réédition, Paris, Gallimard, coll. « L'Imaginaire » no 747, 2023
- La tigre Assenza (1991) Le Tigre Absence, Paris, Arfuyen, 1996
- Sotto falso nome (1998) La Noix d'or, Paris, Gallimard, coll. « L'Arpenteur », 2006
- Lettere a Mita (1999) Lettres à Mita, Paris, Gallimard, coll. « L'Arpenteur », 2006